# Новый (Белореченский район)
Новый — посёлок в Белореченском районе Краснодарского края России. Входит в состав Южненского сельского поселения.
Население — 654 чел. (2010).

## Географическое положение
Посёлок расположен в 4 километрах от города Белореченск.

## История
Посёлок Новый Белореченского района зарегистрирован 28 октября 1958 года решением Краснодарского крайисполкома.

## Население
| 2002 | 2010 |
| ---- | ---- |
| 684  | ↘654 |

## Улицы
- ул. Малая,
- ул. Железнодорожная,
- ул. Калинина,
- ул. Ленина,
- ул. Запрудная,
- ул. Спортивная,
- ул. Дружбы,
- ул. Заводская
- ул. Есенина,
- ул. Садовая,
- ул. Переездная,
- пер. Калинина,
- ул. Мира,
- ул. Казачья